# Pogonioefferia bexarensis
Pogonioefferia bexarensis là một loài ruồi trong họ Asilidae. Pogonioefferia bexarensis được Bromley miêu tả năm 1934. Loài này phân bố ở vùng Tân Bắc giới.